# Judith A. Cory
Judith Alexander Cory (geb. vor 1967) ist eine Maskenbildnerin.

## Leben
Cory begann ihre Karriere im Filmstab 1967 mit der Elvis-Musicalkomödie Nur nicht Millionär sein von Regisseur Arthur H. Nadel. Fast vier Jahrzehnte lang war sie im Filmgeschäft tätig und arbeitete in dieser Zeit unter renommierten Regisseuren wie Robert Zemeckis, Arthur Hiller, Peter Hyams und Burt Kennedy. Für Steven Spielberg war sie an Hook, Schindlers Liste und Vergessene Welt: Jurassic Park tätig. Für Schindlers Liste war sie 1994 zusammen mit Christina Smith und Matthew Mungle für den Oscar in der Kategorie Bestes Make-up und beste Frisuren nominiert, es gewann in diesem Jahr jedoch die Komödie Mrs. Doubtfire – Das stachelige Kindermädchen. Im darauf folgenden Jahr erhielt sie für Forrest Gump ihre zweite Oscar-Nominierung, diesmal zusammen mit Daniel C. Striepeke und Hallie D’Amore, sie unterlagen aber Tim Burtons Tragikomödie Ed Wood.
Cory war neben ihren Filmengagements gelegentlich auch für das Fernsehen tätig, unter anderem an den Fernsehserien Hawkins und Das Model und der Schnüffler. Ihr letzter Film war die Romantikkomödie Solange Du da bist im Jahre 2005, danach zog sie sich aus dem Filmgeschäft zurück.

## Filmografie (Auswahl)
- 1975: Was nützt dem toten Hund ein Beefsteak? (Mr. Ricco)
- 1976: Flucht ins 23. Jahrhundert (Logan’s Run)
- 1977: Auf der Suche nach Mr. Goodbar (Looking for Mr. Goodbar)
- 1981: Kein Mord von der Stange (Looker)
- 1988: Twins – Zwillinge (Twins)
- 1990: Misery
- 1991: Hook
- 1993: Schindlers Liste (Schindler’s List)
- 1994: Forrest Gump
- 1995: Casper
- 1997: Vergessene Welt: Jurassic Park (The Lost World: Jurassic Park)
- 1998: American History X
- 1999: Das Geisterschloss (The Haunting)
- 2003: Matrix Reloaded (The Matrix Reloaded)
- 2003: Matrix Revolutions (The Matrix Revolutions)
- 2005: Solange Du da bist (Just Like Heaven)

## Nominierungen (Auswahl)
- 1994: Oscar-Nominierung in der Kategorie Bestes Make-up und beste Frisuren für Schindlers Liste
- 1995: Oscar-Nominierung in der Kategorie Bestes Make-up und beste Frisuren für Forrest Gump